# Liwang
Liwang (of Livang of Libang) is een dorpscommissie (Engels: village development committee, afgekort VDC; Nepalees: panchayat) in het centrum van Nepal, en tevens de hoofdplaats van het district Rolpa. De dorpscommissie telde bij de volkstelling in 2001 8425 inwoners, in 2011 10.417 inwoners.